# Камапуан
Камапуан (порт. Camapuã) — муниципалитет в Бразилии, входит в штат Мату-Гросу-ду-Сул. Составная часть мезорегиона Северо-центральная часть штата Мату-Гроссу-ду-Сул. Входит в экономико-статистический микрорегион Алту-Такари. Население составляет 14 319 человек на 2006 год. Занимает площадь 10 758,432 км². Плотность населения — 1,3 чел./км².

## История
Город основан в 1948 году.

## Статистика
- Валовой внутренний продукт на 2003 год составляет 200 079 022,00 реалов (данные: Бразильский институт географии и статистики).
- Валовой внутренний продукт на душу населения на 2003 год составляет 11 892,48 реала (данные: Бразильский институт географии и статистики).
- Индекс развития человеческого потенциала на 2000 год составляет 0,761 (данные: Программа развития ООН).